# Tania Doris
Dolores Cano Barón (Valencia, 1952), conocida artísticamente como Tania Doris, es una vedette de revista española.

## Trayectoria artística
Fue una de las últimas representantes del género en España, cuando la revista entraba ya en decadencia en los escenarios españoles debido a los cambios en los gustos del público. Desde los años setenta protagonizó numerosos espectáculos, en muchas ocasiones acompañada por los cómicos Luis Cuenca y Pedro Peña y ya en 1976 era la estrella principal del Teatro Apolo de Barcelona.
En 1979 estrenaba La dulce viuda en el Teatro de La Latina de Madrid, de nuevo con Luis Cuenca y con Eugenia Roca. En 1983 llegaba Un reino para Tania, en el Teatro Monumental de Madrid, actuando de galán el actor Máximo Valverde. Finalmente, en la temporada 1994-1995 se pone al frente del espectáculo ¡Hola Tania!... ¿Te han pinchado el teléfono?, junto a Juanito Navarro.
Entre las escasas incursiones fuera del género que le dio la fama, 'Tania Doris ha protagonizado la obra Bésame, Johnny, en 1988.
Unida sentimentalmente al empresario Matías Colsada, auténtico impulsor de su carrera, en 1983 rueda su única película Las alegres chicas de Colsada, de Rafael Gil, con guion de Fernando Vizcaíno Casas que pretendía ser una trasposición a la pantalla grande del género de Revista.

## Carrera en el Teatro Apolo de Barcelona
- 1969. ¡Esta noche...sí!
- 1970. Una rubia peligrosa.
- 1972. Venus de fuego.
- 1974. Yo soy la tentación.
- 1979. Seductora.
- 1980. La dulce viuda.
- 1981. Acaríciame.
- 1983  Una reina peligrosa.
- 1984. La pícara reina.
- 1984. Deseada.
- 1993. Taxi, al Apolo.